# 안동 법흥사지 칠층전탑
안동 법흥사지 칠층전탑(安東 法興寺址 七層塼塔)은 경상북도 안동시 법흥동 법흥사지에 있는 전탑이다. 남북국시대에 조성된 것으로 추정되나 기단부의 조상과 여러 시대의 형식이 섞여 있어 정확한 연대는 알 수 없다

## 특징
전탑(塼塔)이란 흙으로 만든 벽돌을 이용하여 쌓아 올린 탑을 말한다. 법흥동에 세워져 있는 이 탑은 남북국 시대에 창건된 법흥사에 속해있던 탑으로 추정되고 있다.
탑은 1단의 기단(基壇)위로 7층의 탑신(塔身)을 착실히 쌓아올린 모습이다. 기단의 각 면에는 화강암으로 조각된 8부중상(八部衆像)과 사천왕상(四天王像)을 세워놓았고, 기단 남쪽 면에는 계단을 설치하여 1층 몸돌에 만들어진 감실(龕室:불상을 모시는 방)을 향하도록 하였다. 진한 회색의 무늬없는 벽돌로 쌓아 올린 탑신은 1층 몸돌에 감실을 마련하였고, 지붕돌은 위아래 모두 계단모양의 층단을 이루는 일반적인 전탑양식과는 달리, 윗면에 남아 있는 흔적으로 보아 기와를 얹었던 것으로 보인다.
일제강점기에 보수를 한다는 명목하에 기단의 윗면을 시멘트로 발라 놓아 아쉬움을 남기는 이 탑은 7층이나 되는 높은 층수에 높이 17m, 기단너비 7.75m의 거대한 탑임에도 매우 안정된 자태를 유지하고 있으며, 국내에 남아있는 가장 크고 오래된 전탑에 속한다는 점에서 중요한 가치가 있다.
중앙선 철도가 탑의 바로 전면을 통과하여 탑에 심각한 손상을 입히고 있으며 현재 해당 철도는 시 외곽으로 이설이 추진되어 탑 보존에 긍정적 효과를 가져올 것으로 기대된다.

## 사진

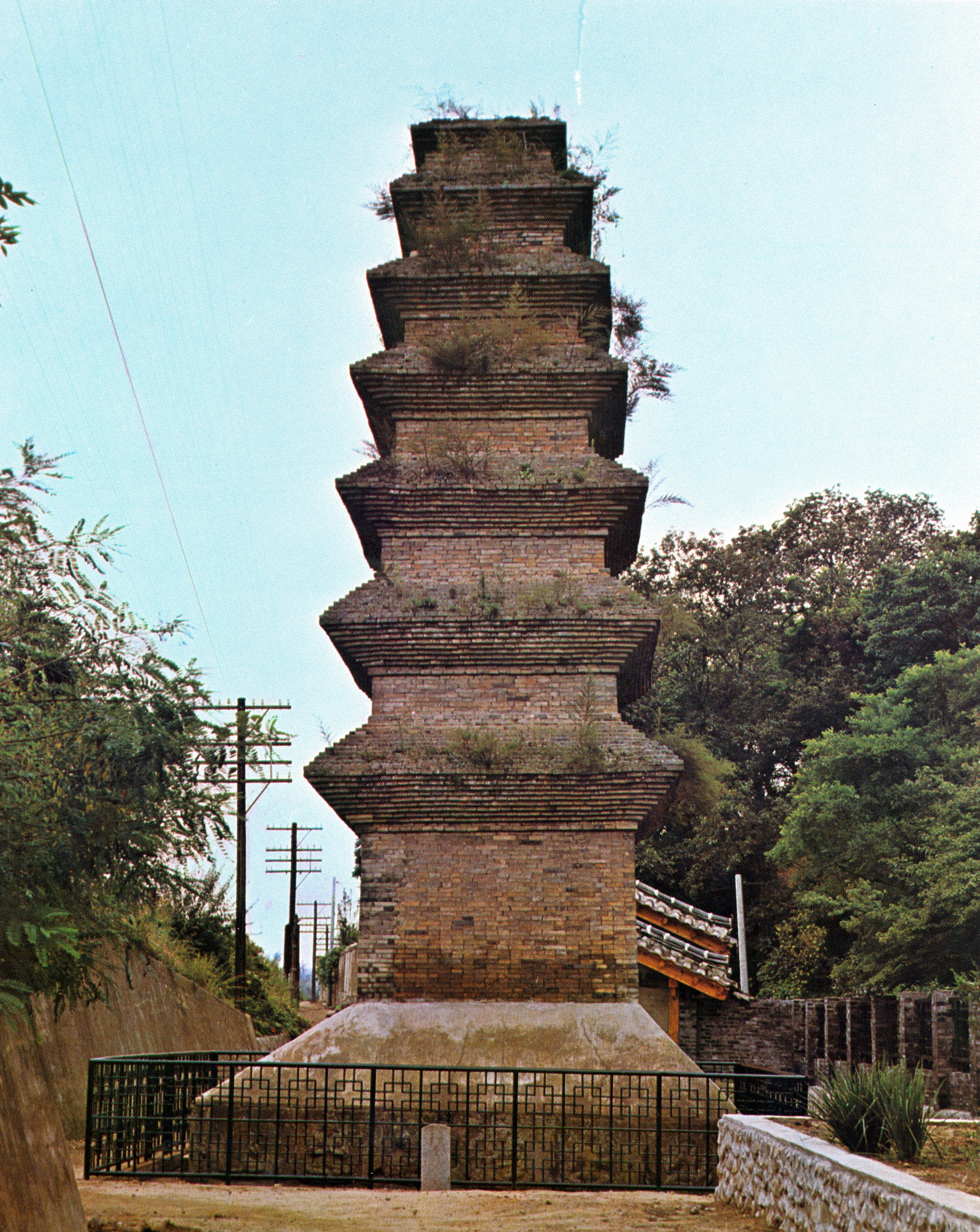
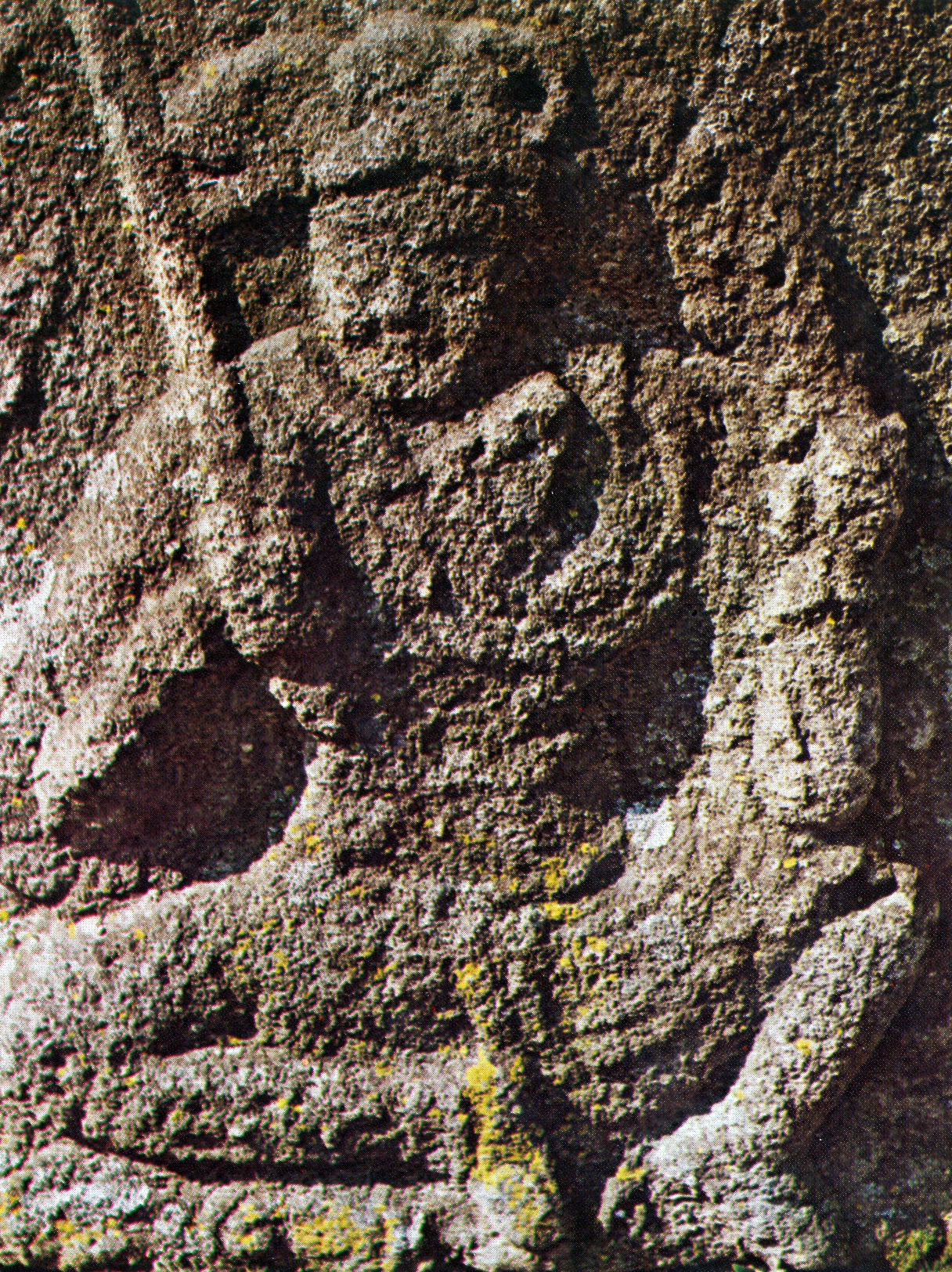
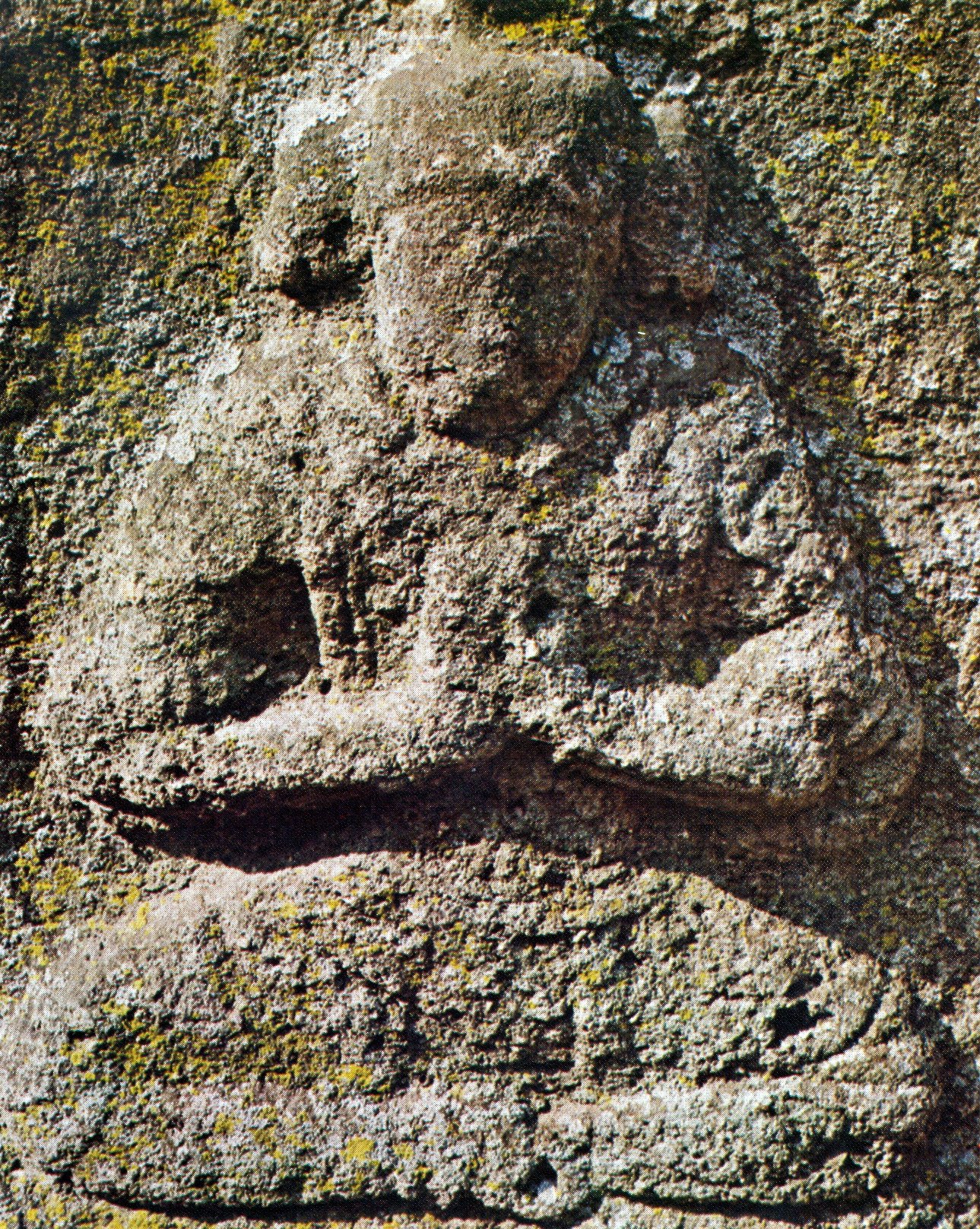

## 참고 자료
- 안동 법흥사지 칠층전탑 - 국가유산청 국가유산포털